# Félix Sarriugarte
Félix Ángel Sarriugarte Montoya (Durango, Vizcaya, España, 6 de noviembre de 1964) es un exfutbolista y entrenador de fútbol español.  Actuaba como mediapunta o segundo delantero.

## Trayectoria

### Como futbolista
Como futbolista, se formó en las categorías inferiores del Athletic Club. Debutó con el primer equipo el 9 de septiembre de 1984, debido a la huelga de futbolistas profesionales realizada esa jornada, cuando era jugador del Bilbao Athletic.
En la temporada 1986-87 promocionó definitivamente al primer equipo que entrenaba Iribar. En 1989, a pesar de haber marcado cinco goles en sus últimos cuatro partidos, fichó por el Real Oviedo. Allí, permaneció cinco temporadas jugando en Primera División. Sus últimas dos temporadas se desarrollaron en Segunda División B, en las filas de la UD Las Palmas, Barakaldo y Gramenet. A lo largo de su carrera deportiva destacan 28 goles en Primera División, 1 en Copa de la UEFA, 26 en Segunda División y 18 en Segunda B

### Como entrenador
Tras su retirada, se incorporó como entrenador del Juvenil "B" del Athletic Club en el año 2000. En 2006 le llegó la oportunidad de dirigir al primer equipo bilbaíno, siendo cesado después de doce jornadas (una sola victoria).
Posteriormente, dirigió al Sestao River (dos etapas), CD Varea y al Real Oviedo.

## Clubes

### Como jugador
| Club                     | País   | Años      |
| ------------------------ | ------ | --------- |
| Bilbao Athletic          | España | 1982-1986 |
| Athletic Club            | España | 1986-1989 |
| Real Oviedo              | España | 1989-1994 |
| U. D. Las Palmas         | España | 1994-1995 |
| Barakaldo Club de Fútbol | España | 1995      |
| U. D. Atlètica Gramenet  | España | 1995-1996 |

### Como entrenador
| Club              | País   | Años      |
| ----------------- | ------ | --------- |
| C. D. Basconia    | España | 2003-2004 |
| Bilbao Athletic   | España | 2005-2006 |
| Athletic Club     | España | 2006      |
| C. D. Varea       | España | 2007-2008 |
| Sestao River Club | España | 2011-2012 |
| Real Oviedo       | España | 2012-2013 |
| Sestao River      | España | 2015      |